# جيمي آدامز (لاعب كريكت)
جيمي آدامز (9 يناير 1968 في جامايكا - ) (بالإنجليزية: Jimmy Adams) هو لاعب كريكت جنوب أفريقي. شارك في دورة ألعاب الكومنولث 1998. وشارك مع منتخب الهند الغربية للكريكت ومنتخب جامايكا الوطني للكريكت. أما مع النوادي، فقد لعب مع نادي مقاطعة نوتنغهامشير للكريكت ‏ وBerkshire County Cricket Club ‏ وFree State cricket team ‏.

## وصلات خارجية
- جيمي آدامز على موقع إي آس بي آن كريك إنفو (الإنجليزية)